# Margot Becke-Goehring
Pour les articles homonymes, voir Becke et Goehring.
Margot Becke-Goehring, née le 10 juin 1914 à Allenstein et morte le 14 novembre 2009 à Heidelberg, est une professeure de chimie inorganique à l'université de Heidelberg. Elle est la première femme rectrice d'une université en Allemagne de l'Ouest, à l'Université de Heidelberg. Elle est également directrice de l'Institut Gmelin de chimie inorganique de la société Max-Planck qui édite le Manuel Gmelin de chimie minérale. Pour ses recherches sur la chimie des éléments du groupe principal, elle reçoit le prix Alfred Stock Memorial. L'une de ses contributions les plus notables à la chimie inorganique est son travail sur la synthèse et la structure du polythiazyle, qui est reconnu plus tard comme le premier supraconducteur non métallique. Pour son succès dans l'édition du Manuel Gmelin de chimie minérale, elle reçoit la médaille commémorative Gmelin-Beilstein. 

## Biographie
Margot Becke-Goehring naît le 10 juin 1914 à Allenstein.
Elle termine son Abitur à Erfurt en 1933. Elle étudie la chimie à Halle (Saale) et Munich. Elle termine son doctorat en 1938. En 1944, elle termine son habilitation à l'institut de Karl Ziegler à l'université de Halle. Après la Seconde Guerre mondiale, Becke-Goehring est évacuée par le gouvernement militaire américain vers la zone d'occupation américaine. En 1946, elle commence comme professeure de chimie inorganique à l'Université de Heidelberg. En raison de la destruction après la Seconde Guerre mondiale, elle doit rédiger ses premières notes de cours sur la base de sa mémoire et des expériences de test dans le laboratoire de chimie. En 1947, elle devient une professeure extraordinaire, et a été promue professeur titulaire en 1959. Elle compte parmi ses doctorants Lieselotte Feikes et Rolf Appel . 
De 1966 à 1969, elle est la première femme rectrice d'une université en Allemagne de l'Ouest,. Elle aide à initier un prédécesseur du BAFöG, une loi qui réglemente le soutien de l'État à l'éducation des étudiants en Allemagne. Le mouvement étudiant allemand de 1968 se produit pendant sa période de rectrice. En tant que rectrice, elle interdit à Horst Mahler, qui est impliqué dans le mouvement étudiant allemand, de parler à l'université. Le mouvement et les émeutes qui en résultent stoppent en grande partie les réformes universitaires qu'elle avait lancées pour faire face aux problèmes financiers et aux défauts des bâtiments dans les premières années de l'augmentation des inscriptions d'étudiants. Un comité universitaire élabore une nouvelle constitution de base de l'université en désaccord avec les opinions de Becke-Goehring sur l'enseignement et la recherche libres et non politisables. À la suite de ce changement, elle démissionne de son poste de rectrice, démissionne de son poste de fonctionnaire et quitte l'université en 1969. La même année, elle devient directrice de l'Institut Gmelin de chimie inorganique de la société Max-Planck à Francfort où elle est responsable du Manuel Gmelin de chimie minérale. Elle reste directrice jusqu'à sa retraite en 1979. Elle a également été présidente du conseil scientifique de la société Max Planck, membre du conseil d'administration de la Society of German Chemists et membre du comité de contrôle de Bayer AG. Elle est mariée au chimiste industriel Dr Friedrich Becke. Elle meurt le 14 novembre 2009 à Heidelberg.

## Recherche
Publiant initialement sous le nom de Goehring puis Becke-Goehring, elle étudie la chimie des éléments du groupe principal. Son travail initial se concentre sur les acides sulfuriques oxygénés et les halogénures de soufre. Plus tard, elle s'intéresse particulièrement aux composés soufre-azote et phosphore-azote . Ses travaux sur le tétranitrure de tétrasoufre (S4N4) lancent des décennies de recherche sur cet hétérocycle inorganique inhabituel et hautement réactif. Elle peut également déterminer la structure et la chimie du polythiazyle, qui s'est avéré plus tard être le premier supraconducteur non métallique,,. En outre, elle travaille sur des systèmes cycliques à huit chaînons (par exemple, l'heptasulfure imide S7NH et N4S4F4), sur des cycles à six chaînons (par exemple N3S3X3 (X = F, Cl) et N3[S(O)Cl]), et sur les systèmes cycliques impliquant des atomes de soufre, d'azote et d'oxygène ainsi que des atomes de soufre, d'azote et de carbone. Des recherches approfondies sont également menées sur les réactions de PCl5 aux chlorures de nitrure de phosphore (par ex. P3NCl12),,, permettant ainsi d'isoler et de caractériser plusieurs étapes intermédiaires. De plus, elle étudie les sulfures de phosphore et d'autres composés du soufre phosphoré dans les années 1970. 

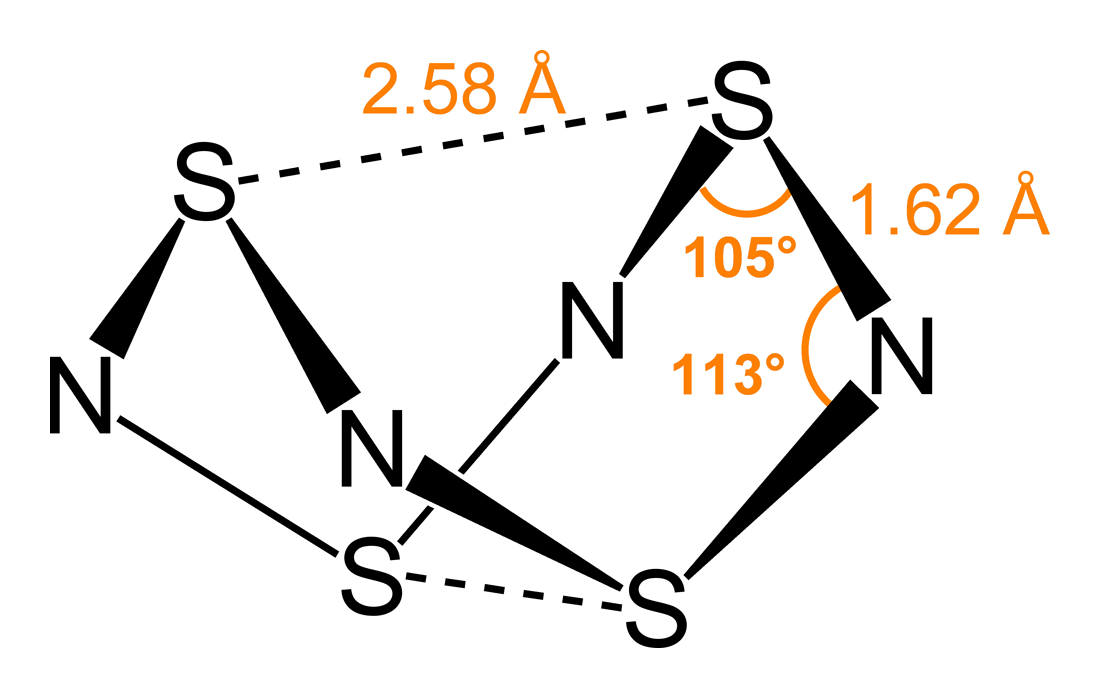
Tetranulfur tetranitride, un composé moléculaire binaire popularisé par Becke-Goehring.

## Reconnaissance
Pour ses recherches en chimie inorganique, elle reçoit le prix Alfred Stock Memorial en 1961,. En raison de ses réalisations, elle est également membre de trois académies des sciences: l'Académie des sciences Léopoldine, l'Académie des sciences et des lettres de Heidelberg et l'Académie des sciences et des sciences humaines de Göttingen. Elle reçoit également un doctorat honorifique de l'université de Stuttgart. Pour son travail sur le Manuel Gmelin de chimie minérale, elle reçoit la pièce commémorative Gmelin-Beilsteil (de) en 1980. En 2017, l'Université de Heidelberg commence une série de conférences à sa mémoire. 

## Listes de publications
En plus de sa thèse et de son habilitation, Becke-Goehring a publié plusieurs manuels de chimie et des livres sur l'histoire de la chimie : 
- Die Kinetik der Dithionsäurespaltung (dissertation, 1938)[7]
- Über die Sulfoxylsäure (habilitation, 1944)
- Margot Becke-Goehring, Komplexchemie Vorlesungen über Anorganische Chemie, Berlin, Heidelberg, Springer, 1970 (ISBN 978-3-642-87215-0, OCLC 863980004)
- Margot Becke-Goehring, Komplexchemie Vorlesungen über Anorganische Chemie, Berlin, Heidelberg, Springer, 1970 (ISBN 978-3-642-87215-0, OCLC 863980004)
- Margot Becke-Goehring, Komplexchemie Vorlesungen über Anorganische Chemie, Berlin, Heidelberg, Springer, 1970 (ISBN 978-3-642-87215-0, OCLC 863980004)
- Ekkehart Fluck et Margot Becke-Goehring, Einführung in die Theorie der quantitativen Analyse, Heidelberg, 1990, 7e éd., 286 p. (ISBN 978-3-642-50332-0, OCLC 858993979, lire en ligne)
- Ekkehart Fluck et Margot Becke-Goehring, Einführung in die Theorie der quantitativen Analyse, Heidelberg, 1990, 7e éd., 286 p. (ISBN 978-3-642-50332-0, OCLC 858993979, lire en ligne)
- Ekkehart Fluck et Margot Becke-Goehring, Einführung in die Theorie der quantitativen Analyse, Heidelberg, 1990, 7e éd., 286 p. (ISBN 978-3-642-50332-0, OCLC 858993979, lire en ligne)
- Margot Becke-Goehring, Anorganische Chemie zwischen gestern und morgen : ein Fragment, Berlin, Springer-Verlag, 1980 (ISBN 978-0-387-09928-6, OCLC 7277426)
- Margot Becke-Goehring, Anorganische Chemie zwischen gestern und morgen : ein Fragment, Berlin, Springer-Verlag, 1980 (ISBN 978-0-387-09928-6, OCLC 7277426)
- Margot Becke-Goehring, Anorganische Chemie zwischen gestern und morgen : ein Fragment, Berlin, Springer-Verlag, 1980 (ISBN 978-0-387-09928-6, OCLC 7277426)
- Becke-Goehring, Margot (1983), Rückblicke auf vergangene Tage (Autobiography), tirage privé limité, Heidelberg[22].
- Margot Becke-Goehring, Freunde in der Zeit des Aufbruchs der Chemie : der Briefwechsel zwischen Theodor Curtius und Carl Duisberg, Berlin, Springer-Verlag, 1990 (ISBN 978-3-642-86777-4, OCLC 609780539)
- Margot Becke-Goehring et Dorothee Mussgnug, Erinnerungen : fast vom Winde verweht : Universität Heidelberg zwischen 1933 und 1968 : zwei Vorträge, gehalten im Rahmen der Margot-und-Friedrich-Becke-Stiftung am 25. September 2004 in Heidelberg, Bochum, Dieter Winkler, 2005, 154 p. (ISBN 978-3-89911-057-9, OCLC 62901016)